# Phospholipid-Hydroxyperoxid-Glutathion-Peroxidase
Die Phospholipid-Hydroxyperoxid-Glutathion-Peroxidase (PHGPx) (Gen: GPX4) ist eine von bislang vier bekannten Glutathionperoxidasen, die im Rahmen des antioxidativen Schutzsystems jene komplexen Hydroperoxide abbaut, die durch die Wirkung freier Radikale entstehen können. PHGPx wird in allen Chordatieren produziert und kommt beim Menschen in mehreren Gewebetypen vor, besonders aber in den Hoden. Drei Isoformen, die im Zytosol, in den Mitochondrien und im Zellkern lokalisiert sind, sind bekannt. Embryonen ohne PHGPx sterben ab und Mutationen in GPX4 können Unfruchtbarkeit beim Mann verursachen.
In Mäusen sind die Gewebetypen der höchsten Expression von PHGPx der Reihe nach Hoden, Herz, Gehirn, Dünndarm, Magen, Leber, Zwölffingerdarm, Nebenhoden. Beim Menschen ist dies noch nicht so genau bekannt.

## Funktion
PHGPx katalysiert die Oxidation von Glutathion durch Lipidhydroperoxide. Dieser Reaktionsschritt macht das reaktionsfreudige (und damit gefährliche) Peroxid unschädlich, verkleinert aber den reduktiven Pool, der durch die Glutathionreduktase wieder aufgefüllt werden muss. PHGPx ist unentbehrlich für die Entwicklung von Neuronen im Embryo, aber auch nach Schädel-Hirn-Trauma. Mäuse, die nur die Hälfte PHGPx produzieren (heterozygot knockout), waren empfindlicher gegen oxidativen Stress, lebten aber länger.
PHGPx hat zusätzlich zu ihrer Enzymfunktion Aufgaben als Strukturprotein in Spermien.
Die Expression von PHGPx wird hochreguliert durch C/EBPε, induziert durch TNFα. PHGPx wirkt selbst hemmend auf NF-κB-Aktivierung und an mehreren Punkten der Prostaglandinsynthese.

## Geschichte
Das Enzym wurde 1982 von Fulvio Ursini und Mathilde Maiorino von der Universität Padua entdeckt. Genetische Untersuchungen durch Regina Brigelius-Flohé in Potsdam (DIfE) lieferten 1993 den Beweis, dass es sich um ein eigenständiges Enzym handelt.